# Ромен Барньє
Ромен Барньє (фр. Romain Barnier, 10 травня 1976) — французький плавець.
Учасник Олімпійських Ігор 2000, 2004 років.
Призер Чемпіонату світу з водних видів спорту 2003 року.
Призер Чемпіонату Європи з водних видів спорту 2000, 2002 років.
Чемпіон Європи з плавання на короткій воді 2004 року, призер 2001 року.
Переможець літньої Універсіади 2001 року.